# Grand County (Colorado)
Grand County is een county in de Amerikaanse staat Colorado.
De county heeft een landoppervlakte van 4.783 km² en telt 12.442 inwoners (volkstelling 2000). De hoofdplaats is Hot Sulphur Springs.